# Xã Grant, Quận Cerro Gordo, Iowa
Xã Grant (tiếng Anh: Grant Township) là một xã thuộc quận Cerro Gordo, tiểu bang Iowa, Hoa Kỳ. Năm 2010, dân số của xã này là 347 người.